# Roland Bainton
Roland Herbert Bainton (Ilkeston, 30 marzo 1894 – 13 febbraio 1984) è stato un teologo e storico del protestantesimo inglese.

## Biografia
Nato a Ilkeston, si trasferisce dapprima in Canada e quindi negli Stati Uniti.
Laureatosi presso l’Università di Yale, si è occupato di storia del protestantesimo, distinguendosi come biografo di Martin Lutero e Michele Serveto.

## Opere
- Here I Stand: A Life of Martin Luther (1950)
- The Reformation of the Sixteenth Century (1952)
- The Age of Reformation
- Behold the Christ: A portrayal of Christ in words and pictures
- Christendom. A Short History of Christianity and its Impact on Western Civilization (1964)
- Hunted Heretic: The Life and Death of Michael Servetus, 1511-1553 (1960)
- The Travail of Religious Liberty (1971)
- Women of the Reformation in Germany and Italy (1971)
- Women of the Reformation in France and England (1973)

## Edizioni italiane
- Bernardino Ochino, esule e riformatore senese del Cinquecento (1487-1563), La Nuova Italia, Firenze, 1940.
- La Riforma Protestante, Einaudi, Torino, 2000.
- Martin Lutero, Einaudi, Torino, 2013.
- La lotta per la libertà religiosa, Res Gestae, Milano, 2025.